# Žmuďský národní park
Žmuďský národní park, litevsky Žemaitijos nacionalinis parkas, je vnitrozemským národním parkem v Litvě. Nachází se převážně v Žemaitijské vysočině v okrese Plungė (Telšiaiský kraj) a malou částí také v okrese Skuodas (Klaipėdský kraj). Centem národního parku je město Plateliai a jezero Plateliai.

## Další informace
Kopcovitý, lesnatý a jezerní terén parku (kopce nadmořské výšky 150–190) byl ovlivněn tajícím ledovcem v době ledové. Park byl vyhlášen v roce 1991 především za účelem ochrany unikátní přírody a také zachování kulturního dědictví oblasti. Ředitelství národního parku se nachází ve městě Plateliai. V parku jsou také turistické trasy a cyklotrasy.

## Galerie

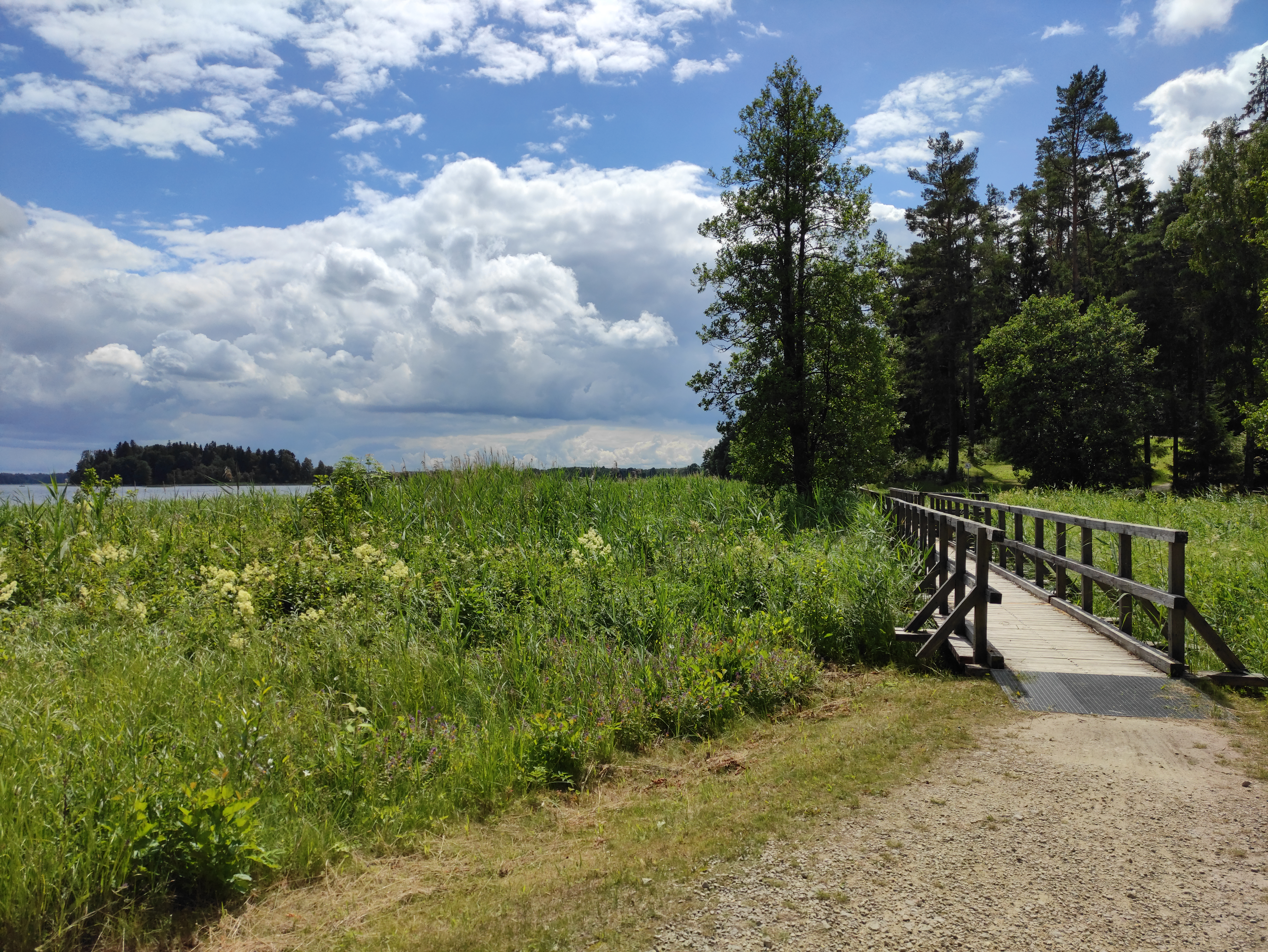
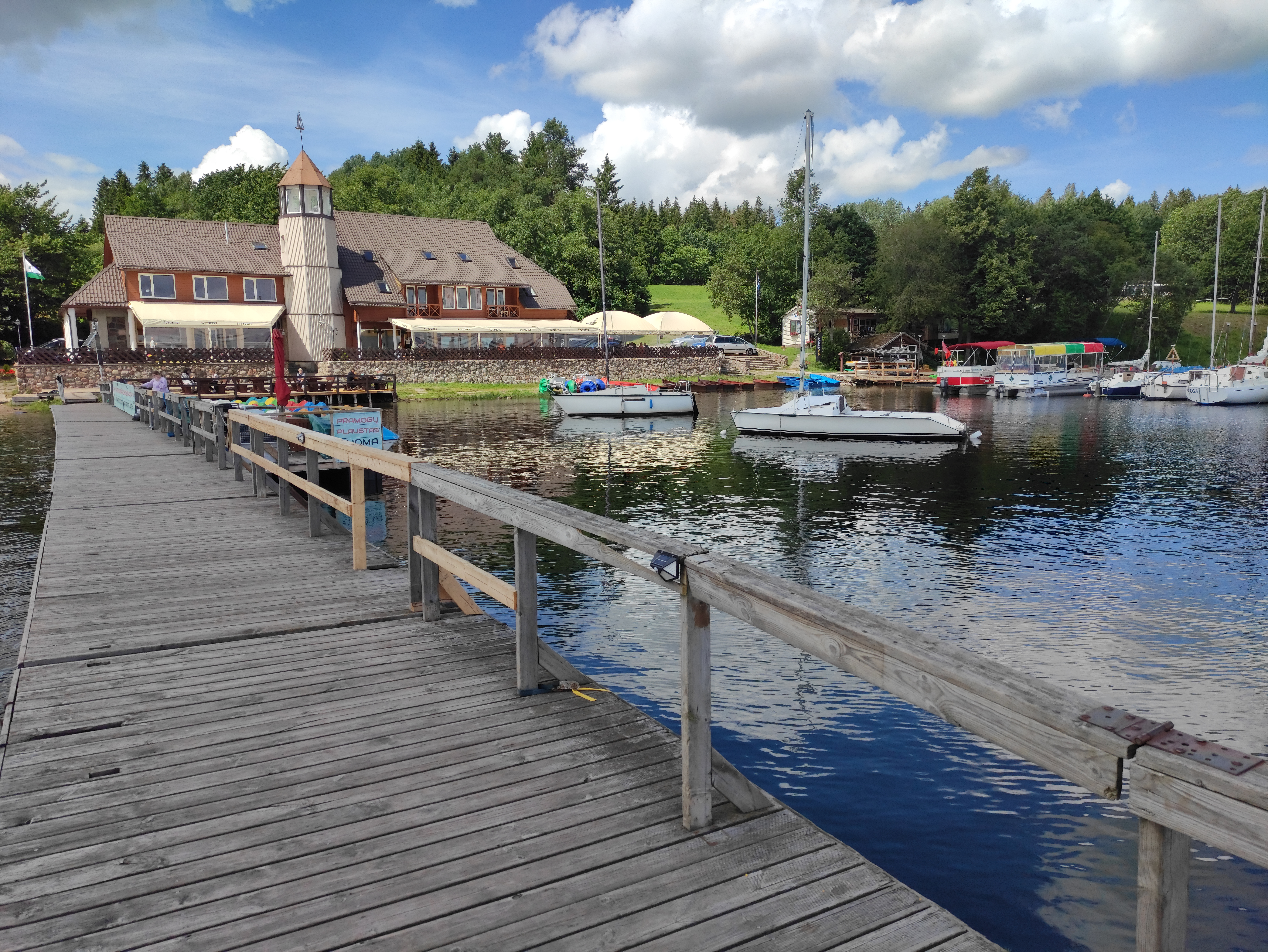